# Sulejman Filipović
Sulejman Filipović, bosansko-hercegovski general in politik, * 28. februar 1896, † 22. december 1971.

## Življenjepis
V sredenješolskem obdobju je bil pripadnik nacionalnorevolucionarne mladine, zato so ga avstijske oblasti leta 1914 zaprle. Med vojnama je bil častnik VKJ. Po aprilski vojni je postal polkovnik Hrvaškega domobranstva, a je že vse od leta 1941 sodeloval z NOVJ. Oktobra 1943 je prestopil na stran NOVJ in postal politični delavec. Na 2. zasedanju AVNOJ je bil izvoljen v NKOJ in nato tudi v predsedstvo ZAVNOBiH. 
Po vojni je imel visoke, vendar večinoma častne politične funkcije: bil je minister v zvezni vladi, podpredsednik Ljudske skupščine FLRJ, podpredsednik vlade in podpredsednik prezidija Ljudske skupščine BiH, član IO Ljudske fronte Jugoslavije in Glavnega odbora SZDL BiH. 